# Alpenscheefkelk
Alpenscheefkelk (Arabis alpina) is een overblijvende plant uit de kruisbloemenfamilie (Brassicaceae), die voorkomt in bergketens in Europa, Noord-Afrika, Midden- en Oost-Azië en Noord-Amerika.

## Naamgeving enetymologie
- Synoniemen: Arabidium alpestre Spach; Arabidium alpinum (L.); Arabidium saxeticolum (Jord.) Fourr.; Arabis albida var. elata Sprague; Arabis canescens Brocchi; Arabis cantabrica Leresche & Levier; Arabis caucasica var. leiopoda Pau; Arabis clusiana Schrank; Arabis crispata Willd.; Arabis cuneifolia Hochst. ex A.Rich.; Arabis cuneifolia f. kiboensis O.E.Schulz; Arabis cuneifolia f. meruensis O.E.Schulz; Arabis grandiflora Royle ex Hook.f. & Thomson; Arabis hirsuta Royle ex Hook.f. & Thomson; Arabis incana Moench; Arabis janitrix Quézel; Arabis lechenfeldiana Schur; Arabis leptocarpaea Fisch. ex Rchb.; Arabis linneana Wettst.; Arabis merinoi Pau; Arabis minor DC.; Arabis monticola Jord.; Arabis moschata Rchb.; Arabis nana Simonk.; Arabis obtusifolia Schur; Arabis pieninica Woł.; Arabis saxeticola Jord.; Arabis undulata Link; Crucifera arabis E.H.L.Krause; Erysimum wettsteinianum Kuntze
- Frans: Arabette des Alpes, Arabette du Caucase
- Duits: Alpen-Gänsekresse
- Engels: Alpine rock-cress

De botanische naam Arabis is Oudgrieks voor 'van Arabië'. De soortaanduiding alpina slaat op een van de vindplaatsen, de Alpen.

## Determinatie
Alpenscheefkelk is een meerjarige kruidachtige plant, met een vertakte stengel die tot 40 cm hoog wordt. De plant draagt aan de voet een wortelrozet met kort gesteelde breed ovale bladeren met ruw getande bladrand. De stengelbladeren staan verspreid en zijn langgerekt hartvormig met een stengelomvattende bladvoet.
De bloeiwijze is een kleine, dichte bloemtros met kelkvormige, viertallige bloemen. De kroonblaadjes zijn wit en 6 tot 10 mm lang. De kelkbladen zijn min of meer zakvormig en dragen aan de voet nectarklieren. Alpenscheefkelk bloeit van maart tot in het najaar, soms tot in de winter.
De vrucht is een 20 tot 60 mm lange peul.

## Ecologie
Alpenscheefkelk komt vooral voor in bergachtige gebieden op open, stenige plaatsen op kalkrijke bodem, tot op 3.300 m hoogte. Noordelijk komt ze ook in laaglanden voor.

## Verspreiding
De soort is waarschijnlijk oorspronkelijk afkomstig uit Klein-Azië, waar ze ongeveer 2 miljoen jaar gelden ontstaan is en nog steeds de grootste genetische diversiteit kent. Vandaar is de plant ongeveer 500.000 jaar geleden gemigreerd naar de bergen van Oost-Afrika en nog later na de ijstijden naar de gebergten van Midden- en Noord-Europa (zoals in de Kalkalpen), en verder naar Groenland en Noord-Amerika. Relicten van die migratie zijn nog te vinden in koude ravijnen in middelgebergtes als het Duitse Harzgebergte en de Jura.
... · 
A. alpina (Alpenscheefkelk) · 
A. glabra (Torenkruid) · 
A. hirsuta subsp. hirsuta (Ruige scheefkelk) · 
A. hirsuta subsp. sagittata (Pijlscheefkelk) · 
A. soyeri · 
A. turrita (Torenscheefkelk) · 
...